# Immigration française au Pérou
Les Français sont le quatrième plus grand groupe d'immigrants à s'installer au Pérou après les Espagnols, les Italiens et les Britanniques (selon le recensement de 2014).

## Histoire
Au cours des XIXe et XXe siècles, des immigrés français sont arrivés de manière spontanée au Pérou, notamment entre 1700 et 1725. Pour cette raison, il existe de nombreux noms de famille d'origine française au Pérou. L’origine prédominante de ces migrants est le sud-ouest de la France (Pyrénées-Atlantiques et région bordelaise), bien qu'une partie notable ait également déclaré provenir de la région parisienne. Les Français se consacrent au commerce de détail et aux produits de luxe, cependant, ce sont les petits artisans qui composent le plus grand secteur de cette diaspora. Au milieu du XIXe siècle, le plus grand nombre d'immigrants français est arrivé, ils sont estimés à environ quinze mille colons. Les Français se sont engagés dans le commerce de détail et de produits de luxe en grande partie à la gastronomie franco-péruvienne. De nombreux soldats français se sont battus pour l'indépendance du pays, la couronne française et britannique s'est toujours intéressée au Pérou et au Mexique, en s’agissant des vice-royautés les plus riches et les plus influentes de l'époque. Après la proclamation de l'indépendance, de nombreuses vagues de citoyens français sont arrivés au Pérou en 1832, 60 000 Français sont arrivés, dont des professionnels, des techniciens et des paysans qui se sont installés dans la capitale de Lima et dans le nord du Pérou. 
La grande influence et essor sont survenus pendant la guerre du Pacifique. Le soutien français et l’enseigne commerciale Dreyfus au Pérou sous l'amiral Petit Thouars a envoyé des bataillons de soldats français et britanniques pour protéger la ville d'une éventuelle attaque contre la population. Cela après avoir menacé le général chilien Baquedano en l’avertissant que, s'il brûlait la capitale, il donnerait l'ordre de couler ses navires et apporterait un soutien militaire au colonel Avelino Cáceres. Le général Baquedano en constatant qu'Avelino Cáceres avait réussi à provoquer une défaite écrasante des troupes chiliennes dans les Andes péruviennes, il renonça à son intention de mettre le feu à la capitale, craignant une intervention française en soutien du Pérou. 
Après la guerre du Pacifique, une guerre civile a éclaté entre Avelino Cáceres et Nicolás de Pierola, le colonel a reproché à Pierola d'avoir signé la reddition alors que l'armée de Cáceres battait les troupes chiliennes dans les Andes péruviennes, dont les troupes chiliennes étaient épuisées. Beaucoup d’entre eux ont déserté en raison de l'attaque des troupes péruviennes, le général chilien Baquedano a déclaré des années plus tard que les soldats chiliens ne voulaient plus se battre en raison de la résistance acharnée d'Avelino et de ses troupes. L'amiral français a soutenu le colonel Avelino Cáceres pendant la guerre civile, en battant Nicolás de Pierola. Il a réalisé l’instruction de l'armée péruvienne avec l'influence napoléonienne française. La maison Dreyfus a promu l'immigration de colons français en l’appelant à « l'immigration secrète » car les États-Unis n'autorisaient pas les interventions dans les affaires politiques et militaires des puissances européennes dans les pays américains. Après la fin de la guerre civile, des professionnels et des techniciens, des commerçants et des propriétaires fonciers sont arrivés pour industrialiser le Pérou. De 1887 à 1948, une dernière vague de citoyens français est arrivée, environ 206 000 français, en apportant leur culture, ils se sont installés dans les grandes villes de Lima, Chiclayo, Trujillo, Piura et l’Amazonie. 
Lors du recensement de 2016, l'ambassade de France a fait une enquête, 985 000 péruviens étaient d'origine française, après les États-Unis, le Canada, l'Argentine et le Brésil.  
La France a créé en 1950 le lycée franco-péruvien. L'école privée Le Cordon Bleu est présente à Lima. Les français ont apporté le « pain français » (en espagnol : pan francés), dans la gastronomie péruvienne. 